# Славец
Славец (словац. Slavec, угор. Szalóc) — село, громада в окрузі Рожнява, Кошицький край, східна Словаччина. Кадастрова площа громади — 17,52 км². Населення — 476 осіб (за оцінкою на 31 грудня 2017 р.).
Розташоване за ~15 км на південь — південний схід від адмінцентру округу міста Рожнява.
Перша згадка 1320 року; за іншими даними — 1243-го..

## Географія
Село розташоване в гірському масиві Словацький Карст на правому березі річки Слана. Висота в центрі села 230 м над рівнем моря.
Мікрорайони (Časti obce): Slavec, Vidová, Gombasek.

## Населення
| Рік:            | 1994. | 2004.   | 2014.   | 2024.   |
| --------------- | ----- | ------- | ------- | ------- |
| Кількість осіб: | 491   | 471     | 460     | 467     |
| Різниця:        |       | -4,07 % | -2,33 % | +1,52 % |

| Рік:            | 2023. | 2024.   |
| --------------- | ----- | ------- |
| Кількість осіб: | 459   | 467     |
| Різниця:        |       | +1,74 % |

## Транспорт
Автошляхи:
- (Cesty I. triedy) I/16
- (Cesty III. triedy) III/3021

Залізнична станція Slavec jaskyña 48°34′56″ пн. ш. 20°28′04″ сх. д.